# The Sun Comes Out Tour
The Sun Comes Out World Tour (Em espanhol: Tour Sale El Sol, também conhecida como Shakira: Live in Concert') é a quinta turnê da popstar colombiana, Shakira. A turnê é em apoio de seus álbuns de estúdio sexto e sétimo, She Wolf e Sale El Sol, onde o lançamento de seu sétimo álbum irá colidir com a Turnê.

## The Sun Comes Out Tour (Tour Sale El Sol)
Em novembro de 2009, Shakira divulgou já se encontrava em preparação para sua nova tour e anunciou um concurso para bandas ou cantores de ser caracterizado como um ato de abertura para sua turnê [7]. A turnê foi oficialmente anunciado em Maio de 2010, sendo que foram considerados vários títulos antes do escolhido,She Wolf Tour e Tour de Las Delicias.Inicialmente foram marcadas datas na América do Norte e na Europa.Em 2011 Shakira confirmou passagem pela América Latina,Europa, Oriente Médio e Ásia. A cantora descreve a turnê como sendo "enérgico" e "interativa".

## Setlist
- "Pienso en Ti"
- "Why Wait"
- "Te Dejo Madrid"
- "Si Te Vas"
- "Whenever, Wherever" (contains elements of "Unbelievable")
- "Inevitable"
- "Nothing Else Matters" (Metallica Cover)/ "Despedida" Medley
- "Gypsy"
- "La Tortura"
- "Ciega, Sordomuda"
- "Underneath Your Clothes"
- "Gordita"
- "Sale el Sol"
- "Las de la Intuición"
- "Loca"
- "She Wolf"
- "Ojos Así"
- "Antes De Las Seis"
- "Hips Don't Lie"
- "Waka Waka (This Time for Africa)"

## Data da Turnê
| Data                 | Cidade         | País           | Local                                     |
| -------------------- | -------------- | -------------- | ----------------------------------------- |
| América do Norte     |                |                |                                           |
| 15 de Setembro, 2010 | Montreal       | Canadá         | Bell Centre                               |
| 17 de Setembro, 2010 | Uncasville     | Estados Unidos | Mohegan Sun Arena                         |
| 18 de Setembro, 2010 | Atlantic City  | Estados Unidos | Etess Arena                               |
| 21 de Setembro, 2010 | New York City  | Estados Unidos | Madison Square Garden                     |
| 25 de Setembro, 2010 | Sunrise        | Estados Unidos | BankAtlantic Center                       |
| 27 de Setembro, 2010 | Miami          | Estados Unidos | American Airlines Arena                   |
| 28 de Setembro, 2010 | Orlando        | Estados Unidos | Amway Arena                               |
| 1 de Outubro, 2010   | Dallas         | Estados Unidos | American Airlines Center                  |
| 2 de Outubro, 2010   | San Antonio    | Estados Unidos | AT&T Center                               |
| 5 de Outubro, 2010   | Corpus Christi | Estados Unidos | American Bank Center                      |
| 6 de Outubro, 2010   | Laredo         | Estados Unidos | Laredo Energy Arena                       |
| 8 de Outubro, 2010   | Houston        | Estados Unidos | Toyota Center                             |
| 9 de Outubro, 2010   | Hidalgo        | Estados Unidos | State Farm Arena                          |
| 12 de Outubro, 2010  | El Paso        | Estados Unidos | Don Haskins Center                        |
| 13 de Outubro, 2010  |                | Estados Unidos |                                           |
| 15 de Outubro, 2010  | San Diego      | Estados Unidos | San Diego Sports Arena                    |
| 16 de Outubro, 2010  | Las Vegas      | Estados Unidos | Mandalay Bay Events Center                |
| 19 de Outubro, 2010  | Sacramento     | Estados Unidos | ARCO Arena                                |
| 20 de Outubro, 2010  | Santa Barbara  | Estados Unidos | Santa Barbara Bowl                        |
| 22 de Outubro, 2010  | Oakland        | Estados Unidos | Oracle Arena                              |
| 23 de Outubro, 2010  | Los Angeles    | Estados Unidos | Staples Center                            |
| 25 de Outubro, 2010  | Anaheim        | Estados Unidos | Honda Center                              |
| 26 de Outubro, 2010  | Indio          | Estados Unidos | Fantasy Springs Special Events Center     |
| 29 de Outubro, 2010  | Rosemont       | Estados Unidos | Allstate Arena                            |
| Europa               |                |                |                                           |
| 16 de Novembro, 2010 | Lyon           | France         | Halle Tony Garnier                        |
| 17 de Novembro, 2010 | Zurique        | Suíça          | Hallenstadion                             |
| 19 de Novembro, 2010 | Madrid         | Espanha        | Palacio de Deportes                       |
| 21 de Novembro, 2010 | Lisbon         | Portugal       | Pavilhão Atlântico                        |
| 23 de Novembro, 2010 | Bilbao         | Espanha        | Bizkaia Arena                             |
| 24 de Novembro, 2010 | Barcelona      | Espanha        | Palau Sant Jordi                          |
| 26 de Novembro, 2010 | Montpellier    | France         | Arena Montpellier                         |
| 27 de Novembro, 2010 | Turin          | Italia         | Torino Palasport Olimpico                 |
| 29 de Novembro, 2010 | Geneva         | Suíça          | SEG Geneva Arena                          |
| 1 de Dezembro, 2010  | Rotterdam      | Holanda        | The Ahoy                                  |
| 3 de Dezembro, 2010  | Munique        | Alemanha       | Olympiahalle                              |
| 5 de Dezembro, 2010  | Amnéville      | France         | Galaxie Amnéville                         |
| 6 de Dezembro, 2010  | Paris          | France         | Palais Omnisports de Paris-Bercy          |
| 8 de Dezembro, 2010  | Frankfurt      | Alemanha       | Festhalle                                 |
| 9 de Dezembro, 2010  | Berlin         | Alemanha       | O2 World                                  |
| 11 de Dezembro, 2010 | Montpellier    | Alemanha       | Cologne                                   |
| 12 de Dezembro, 2010 | Antwerp        | Bélgica        | Sportpaleis                               |
| 26 de Novembro, 2010 | Montpellier    | France         | Arena Montpellier                         |
| 14 de Dezembro, 2010 | Manchester     | Reino Unido    | Manchester Evening News Arena             |
| 16 de Dezembro, 2010 | Dublin         | Ireland        | The O2                                    |
| 17 de Dezembro, 2010 | Belfast        | Reino Unido    | Odyssey Arena                             |
| 19 de Dezembro, 2010 | Glasgow        | Reino Unido    | Scottish Exhibition and Conference Centre |
| 20 de Dezembro, 2010 | London         | Reino Unido    | The O2                                    |
| América do Sul       |                |                |                                           |
| 1 de Março, 2011     | Salta          | Argentina      | Estádio Mundialista                       |
| 3 de Março, 2011     | Cordoba        | Argentina      | Estádio Chateau Carreras                  |
| 5 de Março, 2011     | Buenos Aires   | Argentina      | Estádio Puerto Madero                     |
| 8 de Março, 2011     | Asuncion       | Paraguay       | Hipodromo                                 |
| 15 de Março, 2011    | Porto Alegre   | Brasil         | Estacionamento da Fiergs                  |
| 17 de Março, 2011    | Brasília       | Brasil         | Estacionamento do Estádio Mané Garrincha  |
| 19 de Março, 2011    | São Paulo      | Brasil         | Estádio do Morumbi                        |
| 25 de Março, 2011    | Lima           | Peru           | Estádio San Marcos                        |
| 27 de Março, 2011    | Caracas        | Venezuela      | USB Futbol Estadium                       |